# St-Georges (Châtenois)

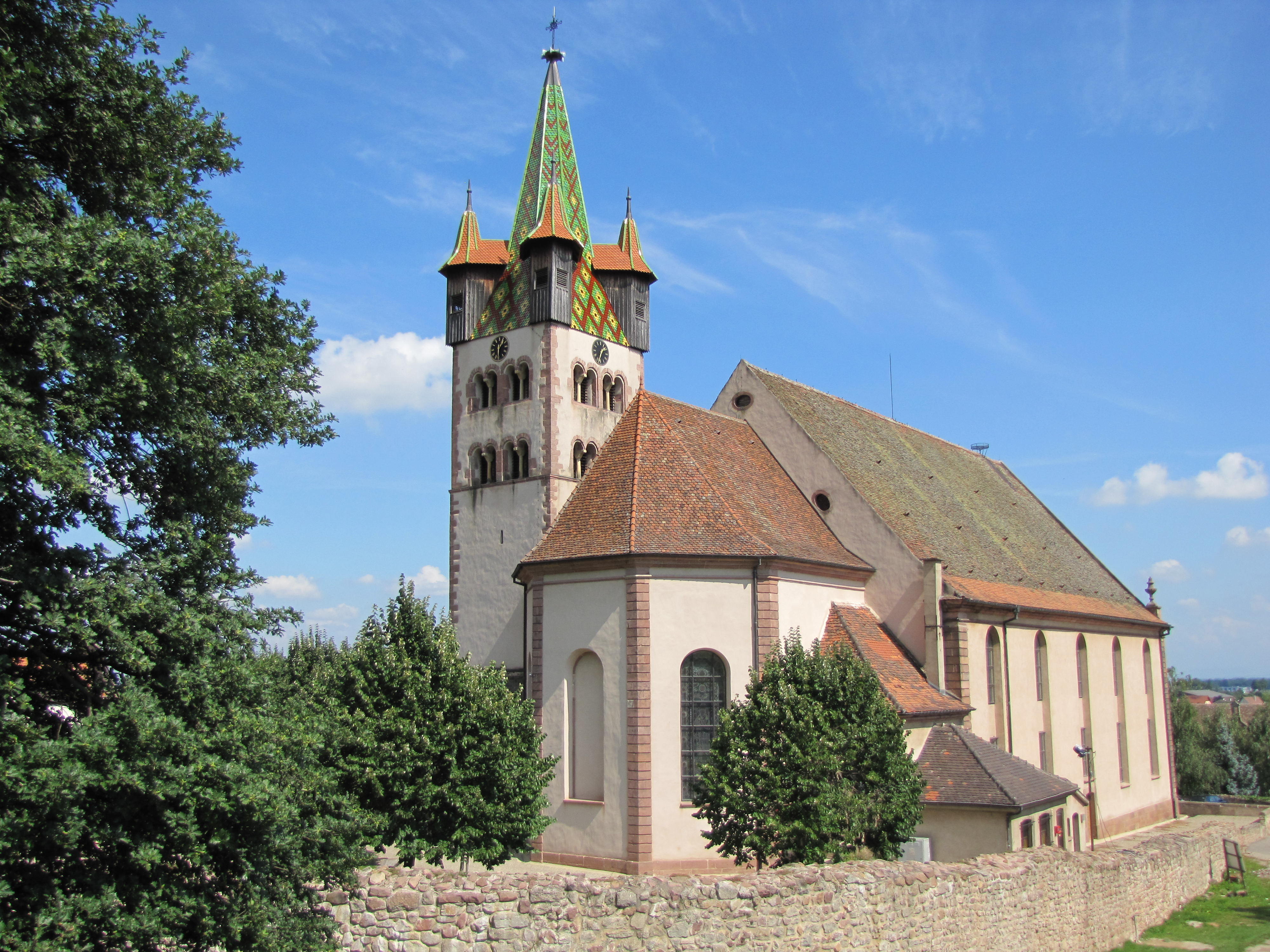
Blick auf die Kirche St-Georges

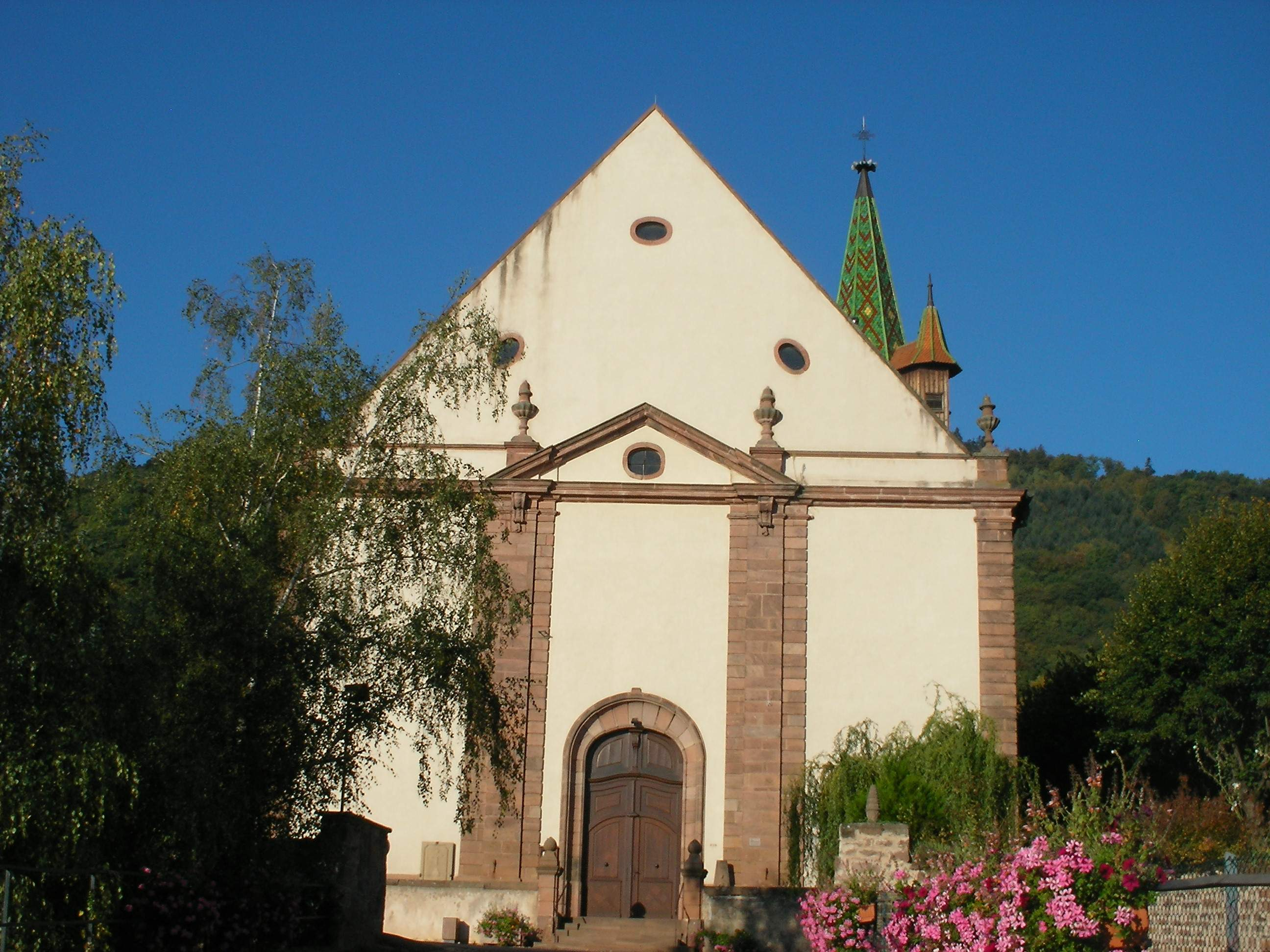
Giebelseite mit Eingangsportal

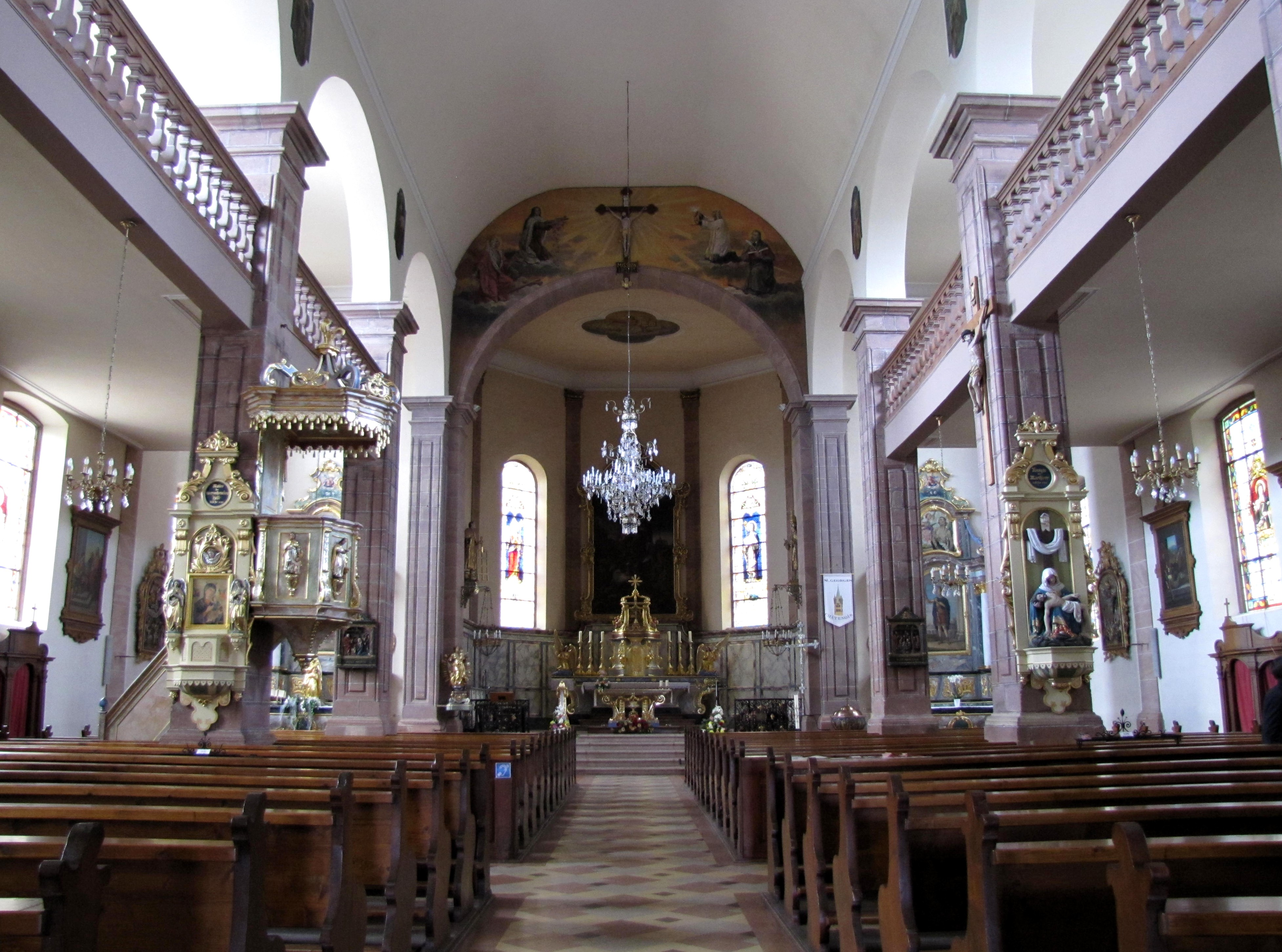
Blick durch das Kirchenschiff zum Chor

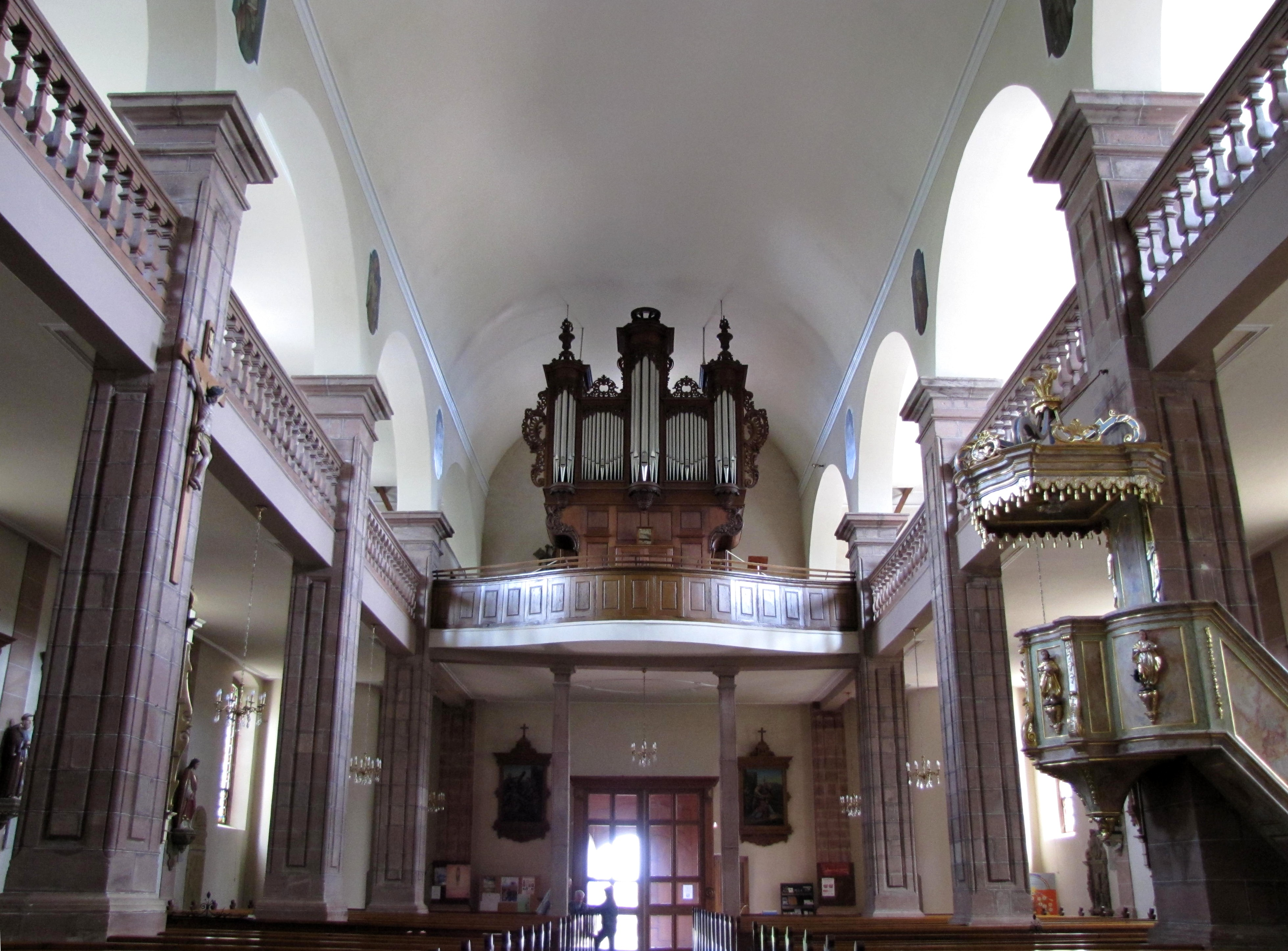
Kirchenschiff mit Orgelempore

St-Georges ist eine römisch-katholische Kirche in der elsässischen Gemeinde Châtenois. Sie steht als Monument historique unter Denkmalschutz.

## Geschichte
Ältester Teil der Kirche ist der romanische Glockenturm aus dem zweiten Drittel des 12. Jahrhunderts. Über die Vorgängerkirchen ist nichts bekannt. Das heutige Langhaus wurde in den Jahren 1759 bis 1761 nach Plänen des Architekten Dorgler errichtet.

## Architektur
Der romanische Turm wurde südlich des Chores über quadratischem Grundriss errichtet und besitzt vier Wichhäuschen. In den beiden Obergeschossen sitzen auf jeder Seite vier gekuppelte Rundbogenfenster. 1525 erhielt der Knickhelm bunt glasierte Ziegel (inzwischen erneuert). Das Langhaus besitzt je fünf Fensterachsen auf den Längsseiten. Im Westen schließt sich der fünfseitige Chor an, der eingezogen ist und etwas niedriger als das Kirchenschiff. Auf der östlichen Giebelseite sitzt ein Mittelrisalit mit Ecklisenen, der sich bis zum Giebelfuß zieht und dort in einem Dreiecksgiebel endet. Flankiert wird dieser von Sockeln mit Vasen, die auch auf den Gebäudeecken sitzen. Im Risaliten sitzt ein Rundbogenportal mit einer Tür mit Korbbogen. Im Giebel der Kirche sitzen drei Okuli.
Das Langhaus ist eine Stufenhalle mit flach gedecktem Seitenschiffen und Tonnengewölbe im Mittelschiff. Hohe quadratische Säulen tragen die Rundbogenarkaden. In beiden Seitenschiffen sitzen Emporen, die das letzte Joch aussparen, wodurch der Eindruck eines Querhauses entsteht. Lisenen gliedern die Wände der Seitenschiffe. Pilaster sitzen in den Ecken des Chores. Der untere Teil des Chores ist vertäfelt. Auf der linken Seite des Chores sind Reste einer Wandbemalung zu erkennen. In der flachen Decke des Chores sitzt ein Vierpass aus Stuck, in dem ein Deckengemälde mit Christusdarstellung zu finden ist. Die Wand über dem Triumphbogen ist ebenfalls ausgemalt, im Zentrum sitzt ein hölzernes Kruzifix. 
Auf der Ostseite des Mittelschiffs sitzt eine Orgelempore mit hölzerner Brüstung auf zwei schlanken rechteckigen Säulen. 
Auf der Nordseite der Kirche befinden sich eine Sakristei und eine kleine Kapelle, die wohl als Einsegnungshalle oder Beinhaus genutzt wurde. Hier stand ursprünglich ein Heiliges Grab, dessen Reste nun in der Kirche stehen.

## Ausstattung
Der Hochaltar aus dem 18. Jahrhundert wird von einem großformatigen Gemälde dominiert, das den hl. Georg zeigt. Die beiden Seitenaltäre stammen ebenfalls aus dem 18. Jahrhundert. Zwei Holzreliefs zeigen die Geburt und die Himmelfahrt Mariens nach Dürer-Motiven. Sie stammen wohl aus der Werkstatt von Hans Bongartz aus Colmar. Zur Ausstattung der Kirche gehören auch einige Holzfiguren, darunter ein hl. Georg aus dem 17. Jahrhundert, eine Muttergottes aus dem 18. Jahrhundert und mehrere Heiligenfiguren aus dem 19. Jahrhundert. Der Taufstein wurde laut einer Inschrift im Jahr 1762 geschaffen. Wertvoll ist auch ein Holzkruzifix mit Perlmuttintarsien, das um 1763 – vermutlich in Jerusalem – für den Franziskanerorden in Sélestat geschaffen wurde und während der Revolution nach Châtenois gelangte. Aus dem 17. Jahrhundert sind mehrere Epitaphe erhalten.
Orgel
Orgel und Orgelprospekt stammen aus dem Jahr 1765 und wurden von Andreas Silbermann geschaffen. Charles Wetzel überarbeitete das Instrument 1867 leicht. Im Mai 1917 zerstörten deutsche Besatzungstruppen die Orgel. Diese Schäden konnten erst 1931 repariert werden. Zuletzt wurde die Orgel 1973/74 restauriert. Das Instrument verfügt über 19 Register auf zwei Manualen und Pedal.

## Glocken
Das Glockengeläut im Turm hängt in einem großen hölzernen Glockenstuhl und besteht aus acht Glocken. Die drei größten wurden 1922 von Armand Blanchet gegossen, Glocke 4 im Jahr 1952 von Causard aus Colmar. Die vier kleinen Glocken wurden 1986 von der Karlsruher Glockengießerei ursprünglich für die Kathedrale von Luxemburg gegossen, wegen Fehlern bei den Aufschriften wurden sie dort aber nicht abgenommen.
| Glocke | Name             | Durchmesser | Gewicht  | Schlagton |
| ------ | ---------------- | ----------- | -------- | --------- |
| 1      | Georges          | 1265 mm0    | 1350 kg0 | d′        |
| 2      | Marie            | 1030 mm0    | 700 kg   | fis′      |
| 3      | Joseph           | 850 mm      | 400 kg   | a′        |
| 4      | Sainte-Odile     | 840 mm      | 375 kg   | h′        |
| 5      | Saint-Pierre     | 795 mm      | 386 kg   | d″        |
| 6      | Saint-Willibrord | 705 mm      | 286 kg   | e″        |
| 7      | Saint-Ignace     | 630 mm      | 203 kg   | fis″      |
| 8      | Saint-Nicolas    | 530 mm      | 124 kg   | a″        |